# Jeune Alsace
Jeune Alsace är ett franskt politiskt oberoende ungdomsförbund kopplat till Alsace d'abord (Alsace i första hand). Förbundet samlar studenter, skolelever och arbetarungdom som är anhängare till identitarismen, förbundet är starkt influerat av de nya högern. Styrelsen i Jeune Alsace är en del av Alsace d'abords partiledning och de bägge föreningarna arrangerar gemensamma aktiviteter. 
Jeune Alsace är för ett federalistiskt Europa och menar att det enda sättet för Europa att ge sitt folk en fredlig framtid är om nationalstaterna slipper ställas inför de stora geopolitiska frågorna (och istället utgöra delar av ett imperium). Förbundet är emot "legalistisk nationalism" och menar att den starka centralmakten i Frankrike enligt jakobinsk modell utövar sitt inflytande på bekostnad av regionerna vars identiteter är hotade. JA stöder europeisk politisk integration men är kritiska till EU.
Partiet är kritiska till utomeuropeisk invandring till regionen och menar att detta skiljer dem från andra partier som strävar efter autonomi för Alsace.